# Khairy Beshara

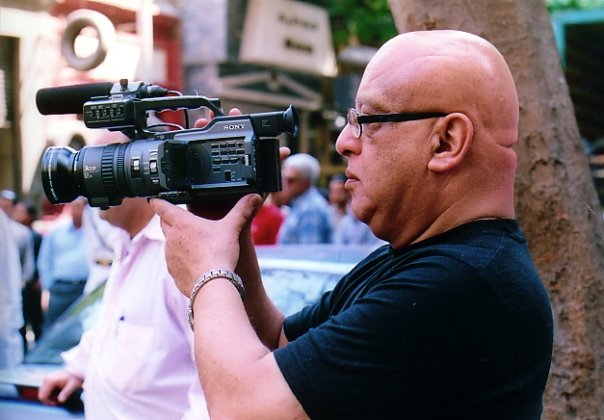
Khairy Beshara (2003)

Khairy Beshara (H̱ayrī Bišāraẗ, خيري بشارة; * 30. Juni 1947 in Tanta) ist ein ägyptischer Regisseur.
Beshara studierte bis 1967 an der ägyptischen Filmhochschule und wirkte dann als Regieassistent an Abbas Kamels I am the Doctor und Tewfik Salehs Diary of the Village Investigator mit. Nach einem Studienaufenthalt in Polen arbeitete er zunächst weiter als Regieassistent und Schauspieler und wirkte u. a. an Władysław Ślesickis Film Durch Wüste und Dschungel mit. Zwischen 1974 und 1982 drehte Beshara mehr als ein Dutzend Dokumentar- und Kurzfilme, danach entstanden ebenso viele Spielfilme und mehrere Fernsehserien.